# 24e cérémonie des Razzie Awards
La 24e cérémonie des Razzie Awards s'est tenue le 28 février 2004 à l'hôtel Sheraton de Santa Monica, Californie, afin de distinguer ce que l'industrie cinématographique a pu offrir de pire en 2003.
Le grand gagnant de cette année-là est Amours troubles (Gigli) avec pas moins de 9 nominations (un nouveau record), pour 6 victoires.

## Palmarès
Les lauréats de chaque catégorie sont en premier et en gras dans chaque section.

### Pire film
- Amours troubles (Gigli)
  - 8 jours et 8 nuits à Cancun
  - Charlie's Angels 2 : Les anges se déchaînent !
  - Le Chat chapeauté (The Cat in the Hat)
  - From Justin to Kelly

### Pire réalisateur
- Martin Brest pour Amours troubles (Gigli)
  - Robert Iscove pour From Justin to Kelly
  - Mort Nathan pour Boat Trip
  - Bo Welch pour Le Chat chapeauté (The Cat in the Hat)
  - Les Wachowski pour Matrix Reloaded et Matrix Revolutions

### Pire acteur
- Ben Affleck pour Daredevil, Amours troubles (Gigli) et Paycheck
  - Cuba Gooding Jr. pour Boat Trip, The Fighting Temptations et Radio
  - Justin Guarini pour From Justin to Kelly
  - Ashton Kutcher pour Treize à la douzaine, Pour le meilleur et pour le rire et Mon boss, sa fille et moi
  - Mike Myers pour le rôle du Chat Chapeauté dans Le Chat chapeauté (The Cat in the Hat)

### Pire actrice
- Jennifer Lopez pour Amours troubles (Gigli)
  - Drew Barrymore pour Charlie's Angels 2 : Les anges se déchaînent ! et Duplex
  - Cameron Diaz pour Charlie's Angels 2 : Les anges se déchaînent !
  - Angelina Jolie pour Sans frontière et Lara Croft : Tomb Raider, le berceau de la vie
  - Kelly Clarkson pour From Justin to Kelly

### Pire couple à l'écran
- Ben Affleck et Jennifer Lopez pour Amours troubles (Gigli)
  - Eric Christian Olsen et Derek Richardson pour Dumb & Dumberer : quand Harry rencontra Lloyd
  - Justin Guarini et Kelly Clarkson pour From Justin to Kelly
  - Ashton Kutcher et soit Brittany Murphy pour Pour le meilleur et pour le rire, soit Tara Reid pour Mon boss, sa fille et moi
  - Mike Myers (... et soit la première chose, soit la deuxième chose) pour Le Chat chapeauté (The Cat in the Hat)

### Pire second rôle féminin
- Demi Moore pour Charlie's Angels 2 : Les anges se déchaînent ! (Charlie's angels : Full Throttle)
  - Lainie Kazan pour Amours troubles (Gigli)
  - Kelly Preston pour le rôle de Mme Joan Walden dans Le Chat chapeauté (The Cat in the Hat)
  - Brittany Murphy pour Pour le meilleur et pour le rire
  - Tara Reid pour Mon boss, sa fille et moi

### Pire second rôle masculin
- Sylvester Stallone pour Spy Kids 3 : Mission 3D
  - Anthony Anderson pour Kangourou Jack (Kangaroo Jack)
  - Alec Baldwin pour le rôle de Lawrence Quinn dans Le Chat chapeauté (The Cat in the Hat)
  - Al Pacino pour Amours troubles (Gigli)
  - Christopher Walken pour Amours troubles (Gigli) et Kangourou Jack (Kangaroo Jack)

### Pire scénario
- Amours troubles (Gigli) – Martin Brest
  - Charlie's Angels 2 : Les anges se déchaînent ! (Charlie's angels : Full Throttle) – John August, Cormac Wibberley et Marianne Wibberley
  - Le Chat chapeauté (The Cat in the Hat) – Alec Berg, David Mandel et Jeff Schaffer
  - Dumb & Dumberer : quand Harry rencontra Lloyd – Robert Brener et Troy Miller
  - From Justin to Kelly – Kim Fuller

### Pire remake ou suite
- Charlie's Angels 2 : Les anges se déchaînent ! (Charlie's Angels: Full Throttle)
  - 2 Fast 2 Furious
  - From Justin to Kelly
  - Massacre à la tronçonneuse
  - Dumb & Dumberer : quand Harry rencontra Lloyd

### Pireersatzpour un vrai film (tout concept / aucun contenu!)
- Le Chat chapeauté de Bo Welch
  - 8 jours et 8 nuits à Cancun
  - From Justin to Kelly
  - 2 Fast 2 Furious
  - Charlie's Angels 2 : Les anges se déchaînent ! (Charlie's angels : Full Throttle)